# تپه کندره
تپه کندره در شهرستان پیرانشهر، بخش لاجان، روستای کندره واقع شده و این اثر در تاریخ ۱۷ اسفند ۱۳۸۱ با شمارهٔ ثبت ۷۷۴۶ به‌عنوان یکی از آثار ملی ایران به ثبت رسیده است.